# Leonardo Genoni
Leonardo Genoni, född 28 augusti 1987 i Semione, Schweiz, är en schweizisk professionell ishockeyspelare som spelar för EV Zug  i National League.
Han representerade Schweiz vid världsmästerskapet i ishockey 2025, där han vann en silvermedalj och utsågs till turneringens mest värdefulla spelare.